# باتتالوو
باتتالوو (انگلیسی: Battalovo) یک شهرک در شهرستان اوچالینسکی استان باشقیرستان کشور روسیه است.